# Benedikt Schwarzhaupt
Pour les articles homonymes, voir Schwarzhaupt.
Benedikt Schwarzhaupt est un joueur de hockey sur gazon allemand évoluant au poste de défenseur au Uhlenhorster HC et avec l'équipe nationale allemande.

## Biographie
Benedikt est né le 14 janvier 2001 en Allemagne.

## Carrière
Il a débuté en équipe nationale en 2021 pour concourir à la Ligue professionnelle 2020-2021.

## Palmarès
- : 1er à l'Euro U21 en 2019
- : 2e à la Coupe du monde U21 en 2021
- : 2e à l'Euro U21 en 2022